# 코판 팔

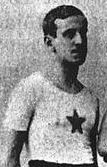

코판 팔(영어: Pál Koppán, 1878년 5월 16일 ~ ?)은 헝가리의 육상 선수로 1900년 하계 올림픽에 참가했다.
그는 60m, 100m, 400m에 출전했으나 모두 1차 예선에서 탈락했다.
세단뛰기에서는 7위에서 13위 사이로 경기를 끝마쳤으며 제자리세단뛰기에서는 5위에서 10위 사이로 경기를 끝마쳤다. 이 두 경기의 실제 결과는 정확히 알 수 없다.

## 참고 문헌
- De Wael, Herman. Herman's Full Olympians: "Athletics 1900". 2010년 9월 15일 확인, 컴퓨터로는  보관됨 2006-02-11 - 웨이백 머신에서 확인 가능.
- Mallon, Bill (1998). 《The 1900 Olympic Games, Results for All Competitors in All Events, with Commentary》. McFarland & Company, Inc., Publishers. ISBN 0-7864-0378-0.